# 230667 Janmlynář
230667 Janmlynář è un asteroide della fascia principale. Scoperto nel 2003, presenta un'orbita caratterizzata da un semiasse maggiore pari a 2,808871 UA e da un'eccentricità di 0,082828, inclinata di 3,145877° rispetto all'eclittica.